# Йоганн Шонер

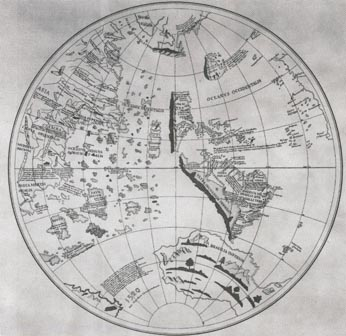
Один з глобусів Шонера

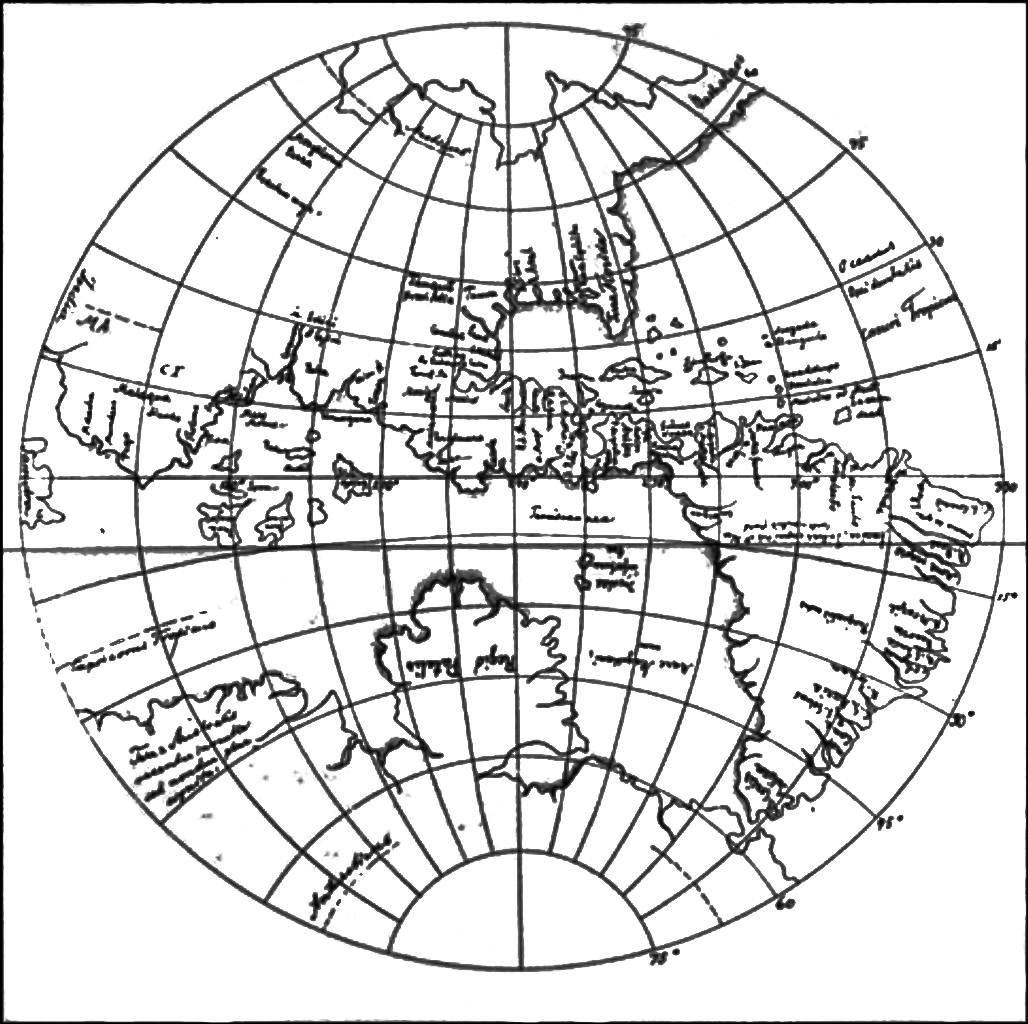
Веймерівський глобус Шонера (1533 рік)

Йоганн Шонер (нім. Johannes Schöner, лат. Joan Schonerus, 16 січня 1477, Карлштадт — 16 січня 1547, Нюрнберг) — німецький астроном, астролог, математик і географ. Учень Йоганна Штеффлера.

## Біографія
Вивчав теологію в Ерфуртському університеті, потім прийняв сан католицького священика і працював в Бамберзі. Там у себе вдома він розмістив друкарську крамницю, поширював астрологічну літературу. Шенер відомий як виробник глобусів (і небесних і земних), в тому числі першого земного глобуса із зображенням нового відкритого континенту — Америки. найбільший глобус Шонера знаходиться в Нюрнберзькій міській бібліотеці. З 1526 року, з моменту відкриття Меланхтонівської гімназії в Нюрнберзі, Шенер став там викладачем математики і залишався на цій посаді протягом 20 років. Він перейшов у лютеранство і 7 серпня 1527 року одружився з Ганною Целерін. Серед заслуг Шенера — видання астрологічних і астрономічних праць Георга фон Пурбаха, Бернгарда Вальтера (1430—1504), Йоганна Регіомонтана та Миколая Коперника. Крім того, він випустив ефемериди і вічні планетні таблиці, а також великий підручник з астрології «De judiciis nativitatum» (1545). Обидві ці книжки вийшли з передмовою Меланхтона. У своєму підручнику Шенер переконливо доводив, що астрологія повністю сумісна з астрономічною системою Коперніка. Він також написав ряд інших робіт з астрології, астрономії, хронології та математики.
Шонер відіграв значну роль у публікації знаменитої книги Коперніка «Про обертання небесних сфер» в Нюрнберзі в 1543 році.
Іменем Шонера названо кратер на Марсі.

## Вибрані твори
- Horarii canones. — 1515

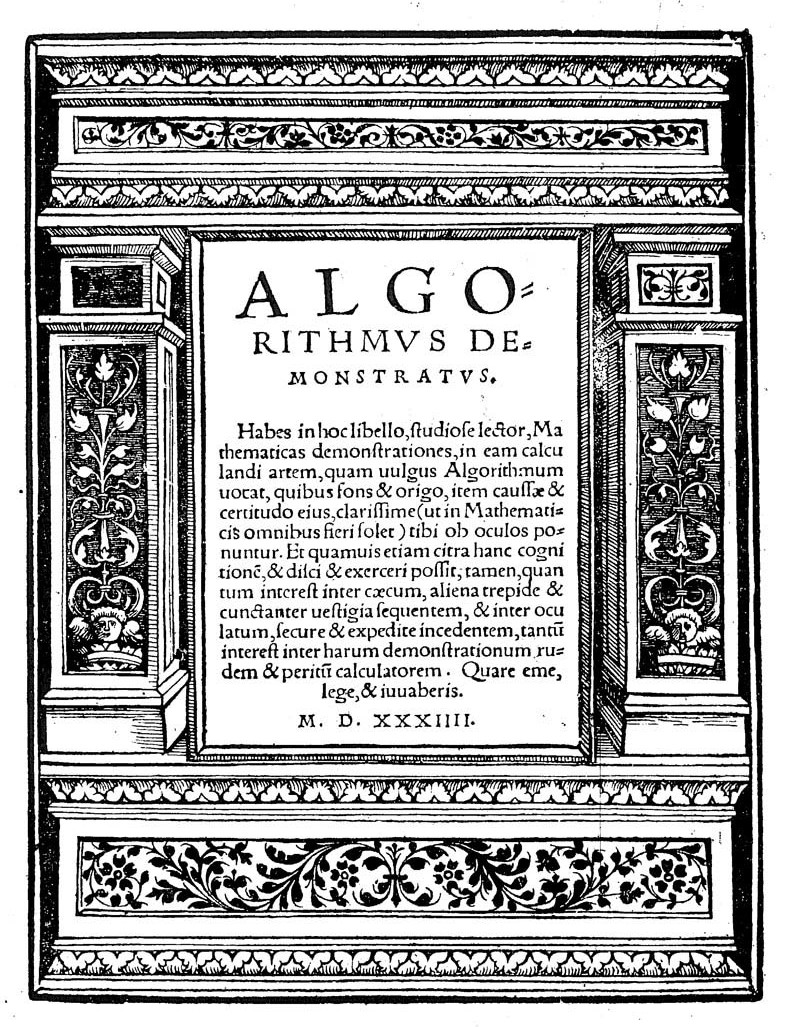
Algorithmus demonstratus, 1534

- Horoscopium generale, omni regioni accomodum. — Nuremburg, 1535
- Opus astrologicum etc. — Norimb., 1539
- De judiciis nativitatum etc. — Norimb., 1545
- Opusculum Astrologicum. / Transl. and edited by R. Hand. — Berkeley Springs, West Virginia: Golden Hind Press, 1994

## Глобуси Шонера
- Глобус Шонера (1515), манускрипт, створений в 1515 р.[2] Магеланову протоку на цьому глобусі було вказано до її «офіційного відкриття». Протока розташована на 53-му градусі південної широти. На глобусі показано на 40-й паралелі.
- Глобус Шонера (1520), друкований глобус, створений в 1520 р. На глобусі показано Антарктичний континент, існування якого на той час не було доведене.[3]
- Глобус Шонера (1523), друкований глобус, створений в 1523 р. Його існування було доведене George Nunn в 1927 р.[4]
- Веймерівський глобус Шонера (1533), створений в 1533 р. На ньому показано Північну Америку, як частину Азії, а також показано Антарктику.